# Mimudea chalcitalis
Mimudea chalcitalis là một loài bướm đêm trong họ Crambidae.